# Getting Things Done
Getting Things Done (GTD) ist eine Selbstmanagement-Methode von David Allen, die ihren Nutzern effizientes und belastungsfreies Arbeiten ermöglichen soll. Sie strebt an, den gesamten Alltag einer Person u. a. mit mehreren Aufgabenlisten zu gestalten. So sollen sowohl Perspektive über die verschiedenen Themen als auch Kontrolle über die Arbeit erreicht werden. 
Hauptprinzip der Methode ist, dass der Nutzer alle anstehenden Tätigkeiten und Einfälle in einem Verwaltungssystem erfasst, das ihm vorgibt, was jeweils zu tun ist. Dadurch könne man sich auf die eigentlichen Aufgaben konzentrieren, ohne befürchten zu müssen, andere Aufgaben zu vergessen oder den Überblick zu verlieren.

## Überblick

GTD – Übersicht. In der deutschen Ausgabe werden die Begriffe uneinheitlich genutzt: Sammeln (hier Erfassen), Durcharbeiten, Erledigen (hier Durchführen)

Die Schritte des GTD-Workflows sind:
1. Sammeln: Sammle an möglichst wenigen Orten alles, was auf dich einströmt
2. Durcharbeiten (auch Verarbeiten):
  - Entscheide regelmäßig diszipliniert für alles, was du gesammelt hast, ob du etwas damit tun musst bzw. willst oder nicht
  - Erfasse die Tätigkeiten, die so bald wie möglich erledigt werden sollen, so, dass du nicht noch einmal darüber nachdenken musst, worum es geht (gewünschtes Ergebnis) bzw. wie du anfangen wirst, es zu tun (Nächste Aktion).
3. Organisieren: Erfasse alles am richtigen Ort eines vertrauenswürdigen Systems außerhalb deines Kopfes
4. Durchsehen: Stelle durch regelmäßige Durchsicht sicher, dass dein System aktuell und gepflegt ist, so dass du dich darauf verlassen kannst.
5. Durchführen (auch Erledigen): Entscheide basierend auf Deiner Umgebung (Kontext), der verfügbaren Zeit, Deiner Energie und schließlich der Priorität, was du als Nächstes tust.

### Die 4 Listen
Als Ergebnis stützt sich das GTD-System auf vier Listen, die sowohl auf Papier als auch mit Software geführt werden können:
1. Aktionsliste(n): Hier werden die „Nächsten Aktionen“ so formuliert, dass die damit verbundene Aufgabe ohne nochmaliges Nachdenken direkt begonnen werden kann (z. B. „Belege im Büro zusammensuchen“ statt der nicht-GTD-Aufgabe „Steuererklärung machen“). Je nach Menge der Aufgaben ist es sinnvoll, die nächsten Aktionen in mehrere Listen aufzuteilen. Sinnvolle Aufteilungen sind zum Beispiel der Ort („Auto“, „Home Office“, „Werkstatt“ etc.) oder die Art der Tätigkeit („Telefon“, „Scannen und ablegen“ usw.). Diese Listen legt jeder individuell fest und werden Kontextlisten genannt. David Allen empfiehlt, sie nach den zur Erledigung der Tätigkeiten notwendigen Ressourcen zu benennen. Bei einer wöchentlichen Durchsicht werden alle Listen überprüft und auf den neuesten Stand gebracht.
2. Projekteliste: Hier werden alle Projekte erfasst. Bei Projekten handelt es sich um Aufgaben, die nicht mit einer einzigen, klar definierten Aktion erledigt werden können. Projekte sollten nach Möglichkeit anziehend formuliert werden.
3. Kalender: Im Kalender sollen ausschließlich Aufgaben stehen, die unbedingt an einem bestimmten Tag oder zu einer bestimmten Uhrzeit erledigt werden müssen, wie Termine, Meetings, Geburtstagserinnerung oder das Einholen von Hotelinformationen vor einer Dienstreise.
4. Warten-auf-Liste (Wiedervorlage): In diese Liste kommen Dinge, bei denen man auf eine Reaktion der Gegenseite wartet. Dazu zählen auch delegierte Aufgaben, sofern man eine Rückmeldung erwartet.

Die Einführung von GTD beginnt damit, alle offenen Baustellen zu sammeln, die (wörtlich aus dem Englischen übersetzt) als „lose Enden“ bezeichnet werden. Darunter fallen gemäß David Allen alle Tätigkeiten, Ziele, Projekte und Verpflichtungen, welche unerledigt sind. Alle „losen Enden“ werden erfasst und in das System eingebunden.

GTD – fünf Phasen der Projektplanung

Alle gesammelten Elemente, deren Bewältigung aus mehr als einer Aktion bestehen, werden als Projekte bezeichnet. Zwei Beispiele für ein Projekt im Sinne von GTD wären zum einen „Termin mit Frank in der Bar XYZ vereinbart“ oder zum anderen „Diplomarbeit abgegeben“. Das nicht so umfassende Projekt „Termin mit Frank in der Bar XYZ vereinbart“ besteht aus mindestens zwei Tätigkeiten, nämlich „Frank anrufen“ und „Tisch für zwei Personen in der Bar XYZ reservieren“. Für jedes Projekt muss immer der jeweils nächste mögliche, physische Schritt definiert und formuliert werden und auf den Aktionslisten ggf. unter einem konkreten Kontext erscheinen. Dies ist die sogenannte nächste Aktion. Dies soll garantieren, dass kein unbemerkter Stillstand für ein Projekt entsteht. Die Tätigkeit „Frank anrufen“ ist die „nächste Aktion“ des Projektes „Termin mit Frank in der Bar XYZ vereinbart“ und würde im obigen Beispiel der Kontextliste „Telefon“ zugeordnet.
Alle Projekte werden auf der oben genannten Projekteliste erfasst.
Projekte, bei denen erst in Zukunft eine Tätigkeit möglich ist, werden in einem Wiedervorlage-System, z. B. einer Wiedervorlage-Mappe, verankert (Tickler File). Projekte oder Tätigkeiten, denen man im Augenblick bewusst nicht nachgeht, die aber interessante Projekte in Zukunft sein könnten, werden als „Vielleicht/Irgendwann“ kategorisiert und als Ideen aufbewahrt.
Eine regelmäßige Pflege ist unabdingbar. Mittels einer ausführlichen, meistens wöchentlichen Durchsicht wird die Übersicht über die Aufgaben und die Vollständigkeit des Systems sichergestellt. Hier werden die Termine des Kalenders geprüft, Erinnerungen in den Kalender geschrieben, der Fortschritt der Projekte begutachtet und neue notwendige Tätigkeiten ins System eingespeist.
Das operative grundlegende GTD-System kann durch weitere Listen (nicht zu verwechseln mit den oben erklärten „Kontextlisten“) ergänzt werden. Hier kann beispielsweise eine Liste mit langfristigen Zielen erstellt werden, hierbei handelt es sich um die sogenannten höheren Fokusebenen. Sofern diese Liste genutzt wird, kann bei der Wochendurchsicht geprüft werden, ob alle hinzugekommenen Projekte mit den eigenen langfristigen Zielen im Einklang stehen. Es wäre auch eine Liste mit routinemäßigen Tätigkeiten denkbar, wie zum Beispiel „Büropost zum Sammelkorb bringen“ oder „Eintrag ins Fahrtenbuch schreiben“, ebenso sind Checklisten empfehlenswerte Ergänzungen.

## Prinzipien

GTD-Arbeitsablauf

### Sammeln
Alles wird zusammengetragen und in den „Eingang“ gelegt (ähnlich wie ein Posteingang, meist in Form eines Korbes). Das Füllen des Eingangs erfordert beim ersten Mal je nach Organisationsgrad einige Zeit. Später wird der Korb fortlaufend gefüllt und täglich geleert. Es kann mehrere Eingangskörbe geben (z. B. auch elektronische wie E-Mail-Eingang, Mailbox). Die Zahl der Eingangskörbe sollte möglichst niedrig, beziehungsweise gerade so hoch wie notwendig gehalten werden.

### Durcharbeiten
Hier werden die Elemente des Eingangs durch das System geschleust. Beim Durcharbeiten muss man sich unter anderem folgende Fragen stellen, welche zur korrekten Einordnung der Elemente im System führen:
- Worum handelt es sich?
- Muss/will ich etwas bzgl. des Dings unternehmen?
- Gibt es mehr als eine Aktion?
Falls ja: Es wird ein Projekt erfasst.
- Was ist die Nächste Aktion?
- Kann die Aufgabe in unter 2 Minuten erledigt werden?
Falls ja: Die Aufgabe wird direkt erledigt.
- Kann jemand anderes die Aufgabe erledigen?
Falls ja: Die Aufgabe wird delegiert und wird auf der Warten-auf-Liste erfasst.
- Wo soll die Aufgabe erfasst werden?
Hier gibt es zwei Möglichkeiten: die Aktionsliste bzw. Kontextlisten oder den Kalender

Beim Durcharbeiten gibt es folgende Richtlinien:
- Fang oben im Eingangskorb an
- Verarbeite immer nur ein Element
- Lege ein Element nie in den Eingangskorb zurück
- falls eine Handlung erforderlich ist, notiere diese als „nächste Aktion“ auf einer der Kontextlisten, und falls mehrere Aktionen zur Gesamtzielerreichung erforderlich sind (es handelt sich dann folglich um ein Projekt), erstelle einen entsprechenden Projekteintrag in der Projektliste

falls keine Handlung erforderlich ist,
- archiviere es als Referenzmaterial,
- wirf es in den Müll oder
- kennzeichne es als „Vielleicht/Irgendwann“

### Organisieren
David Allen gibt verschiedene Kategorien für die Zwischenlagerung der Elemente des Eingangs nach dem Durcharbeiten vor:
Nächste Aktionen
Diese Aktionen werden auf der Aktionsliste geführt, die in Kontextlisten aufgeteilt werden kann.
Projekte
Ein Element des Eingangs, welches zur Vollendung mehr als eine Aktion erfordert. Formuliere für jedes Projekt immer eine „nächste Aktion“, eine „Erinnerung“ im Kalender, oder ein „Warten auf“, damit ein Projekt nicht unbemerkt im System existieren kann. Projekte werden auf der Projektliste erfasst.
Warten auf
Tätigkeiten, die an jemanden delegiert wurden.
Vielleicht/Irgendwann
Ideen, die vielleicht (also noch nicht entschieden) oder irgendwann (also ohne benennbaren Zeitpunkt) zu Aktionen oder Projekten werden können. Beim Wochenrückblick wird diese Liste regelmäßig gesichtet und dabei jede aktuell gewordene Idee entweder als einzelne Aktion oder als ganzes Projekt in die aktiven Listen übertragen und jede uninteressant gewordene Idee komplett aus der Liste entfernt.
Kalender
Der Terminkalender bildet den harten Zeitrahmen. Hier sind nur Termine und Aktivitäten gelistet, die ausschließlich zu einem bestimmten Zeitpunkt/Zeitfenster möglich oder durchzuführen sind (z. B. bereits vereinbarte Besprechungen mit anderen Personen, gebuchte Reisetermine). Alles, was „so bald wie möglich“ erledigt werden soll, steht auf den Kontextlisten und nicht im Terminkalender. Hinweise auf Elemente zur Wiedervorlage aus den „Vielleicht/Irgendwann“- oder „Warten auf“-Listen dürfen auch im Kalender notiert werden.
Referenzmaterial
Diese Kategorie enthält das Begleitmaterial für die tägliche Arbeit und kann individuell gestaltet werden. Das Referenzmaterial kann gleichzeitig als Archiv dienen oder nur Begleitmaterial zu aktuellen Projekten enthalten. Bei der physischen Umsetzung dieser Kategorie gibt es ebenfalls mehrere Möglichkeiten, wie zum Beispiel Hängeregister, Rollschränke, Karteikästen oder Wiedervorlagemappen. Wie man diese Kategorie auch realisiert, es muss Spaß machen, Dinge dort abzulegen oder zu entnehmen und somit ist es jedem selbst überlassen, welche Möglichkeit er in Betracht zieht. Das Ablegen sollte allerdings möglichst einfach und schnell möglich sein („60-Sekunden-Regel“), damit sich kein Stapel mit abzulegenden Dingen bildet.

### Durchsehen
Ein Blick auf die Kontextlisten und in den Terminkalender erfolgt mindestens einmal täglich. Einmal in der Woche erfolgt der Wochenrückblick. Hierbei werden die Termine geprüft, die erfolgreich abgeschlossenen Tätigkeiten aus dem System genommen, mindestens ein nächster Schritt für jedes aktuelle Projekt festgelegt, der Eingangskorb ins System eingepflegt und neue Ziele und Projekte definiert und ebenfalls eingespeist.

### Durchführen
Erledigen der nächsten Schritte, die auf der passenden Kontextliste aufgeführt sind, nachdem basierend auf dem Kontext, der zur Verfügung stehenden Zeit, dem persönlichen Energieniveau eine Vorauswahl getroffen wurde. Nach der Vorauswahl wird an der Aufgabe gearbeitet, die die höhere Priorität hat. Ein weiterer Aspekt dieses Schrittes ist es, sich bewusst zu machen, dass es drei Arten von Arbeit gibt: geplante Arbeit, ungeplante Arbeit und das Definieren von Arbeit, welches der GTD-Prozess insbesondere unterstützt. Die Sinnhaftigkeit des Systems kann man erkennen, wenn der Großteil der Zeit mit geplanter Arbeit verbracht werden kann.

## Techniken und Werkzeuge
Grundsätzlich ist für die Anwendung von GTD kein Computer notwendig. Im englischsprachigen Raum sind besonders beliebte Materialien zur Umsetzung von GTD das Notizbuch, der Hipster PDA und der Karteikasten „43folders“. Jedoch kann die Umsetzung mit Computerunterstützung erleichtert werden.
Zum einen ist eine Umsetzung mit vorhandener Software, z. B. mit PIM oder ähnlichem möglich. Andererseits gibt es inzwischen einige auf diese Arbeitsweise zugeschnittene Programme.

### Die 2-Minuten-Regel
Bei der Bewältigung der Tätigkeiten sollte die „2-Minuten-Regel“ berücksichtigt werden: „Dauert eine Tätigkeit weniger als 2 Minuten, sollte sie umgehend erledigt werden“. Dauert die Tätigkeit länger sollte sie entsprechend dem Flussdiagramm abgearbeitet werden.

### Tickler File
Die Tickler File ist ein Erinnerungs- und Ablagesystem für zukünftig benötigtes Informationen bzw. Referenzmaterial. Die bekannteste Version ist das 43 Folders mit 31 Fächern für die Tage im aktuellen Monat und 12 Fächer für die Monate. Mögliche Inhalte für das System sind Tickets und Pläne für kommende Veranstaltungen.

## Rezeption
Getting Things Done wurde mehrfach in den Medien behandelt und findet seine Anwendung in Zeitmanagement-Schulungen.
Im Jahr 2005 bezeichnete die Zeitschrift Wired in einem Artikel über den entsprechenden Enthusiasmus der Arbeitnehmer im Bereich IT und Wissensarbeit GTD als „einen neuen Kult für das Informationszeitalter“.
2007 veröffentlichte Wired einen weiteren Artikel über GTD und David Allen, in dem er wie folgt zitiert wird: „ein Automatikgetriebe ist komplexer als eine Schaltgetriebe... um ein komplexes Ereignis zu vereinfachen, braucht man ein komplexes System“.
Im Jahr 2005 interviewte Ben Hammersley David Allen für den Artikel „Triff den Mann, der Ordnung in Dein Universum bringen kann“ des Guardian, in dem er seine Erfahrung wie folgt beschrieb: „Für mich sind die Ideen von David Allen nichts geringeres als lebensverändernd – wie bei den vielen hunderttausenden von Lesern weltweit, die das Buch ihren Freunden mit einem Funkeln in den Augen in die Hand drücken“.
Das Time Magazine nannte Getting Things Done 2007 das Selbsthilfe-Buch seiner Zeit.
Die Ideen von David Allen wurden in den USA auch durch die Howard Stern Show (dort 2012 täglich genannt) und das Internet bekannt, insbesondere durch englischsprachigen Blogs wie 43 Folders und Lifehacker.

## Kritik
Es existieren keine empirischen Studien, welche die Wirksamkeit der Methode nachweisen könnten. Ein wissenschaftlicher Artikel aus dem Jahr 2008 in der Zeitschrift Long Range Planning von Francis Heylighen und Clément Vidal der Freien Universität von Brüssel zeigte, dass „aktuelle Erkenntnisse der Psychologie und Erkenntniswissenschaften die Empfehlungen für GTD unterstützen und erweitern“.
In seinem E-Book Zen To Done kritisiert Leo Babauta, dass Getting Things Done im Kern zwar ein lobenswerter Ansatz sei, dass es aber eine übervolle unstrukturierte Abfolge von Gewohnheitsänderungen mit zu wenig Gewicht auf das Handeln und die Persönlichkeit des Einzelnen darstelle. Hierdurch werde mehr Stress erzeugt als abgebaut.
Der Autor Cory Doctorow zog nach zehn Jahren Anwendung der Methode das Fazit, Getting Things Done mache zwar produktiver, erschwere es aber gleichzeitig, neue Dinge ohne offensichtlichen Wert auszuprobieren.

### Freie Software
- Aufgaben planen mit dem Emacs Org Mode

### Gewerbliche Anbieter
- Anleitung für ein GTD-System auf Papier